# فرودگاه کاب پرت
فرودگاه کاب پرت (به انگلیسی: Cub Port Airport) یک فرودگاه خصوصی است که یک باند فرود چمن دارد و طول باند آن ۲۷۴ متر است. این فرودگاه در شهر هپی ولی، اورگن کشور ایالات متحده آمریکا قرار دارد و در ارتفاع ۱۹۵ متری از سطح دریا واقع شده‌است.